# Jakob August Lorent

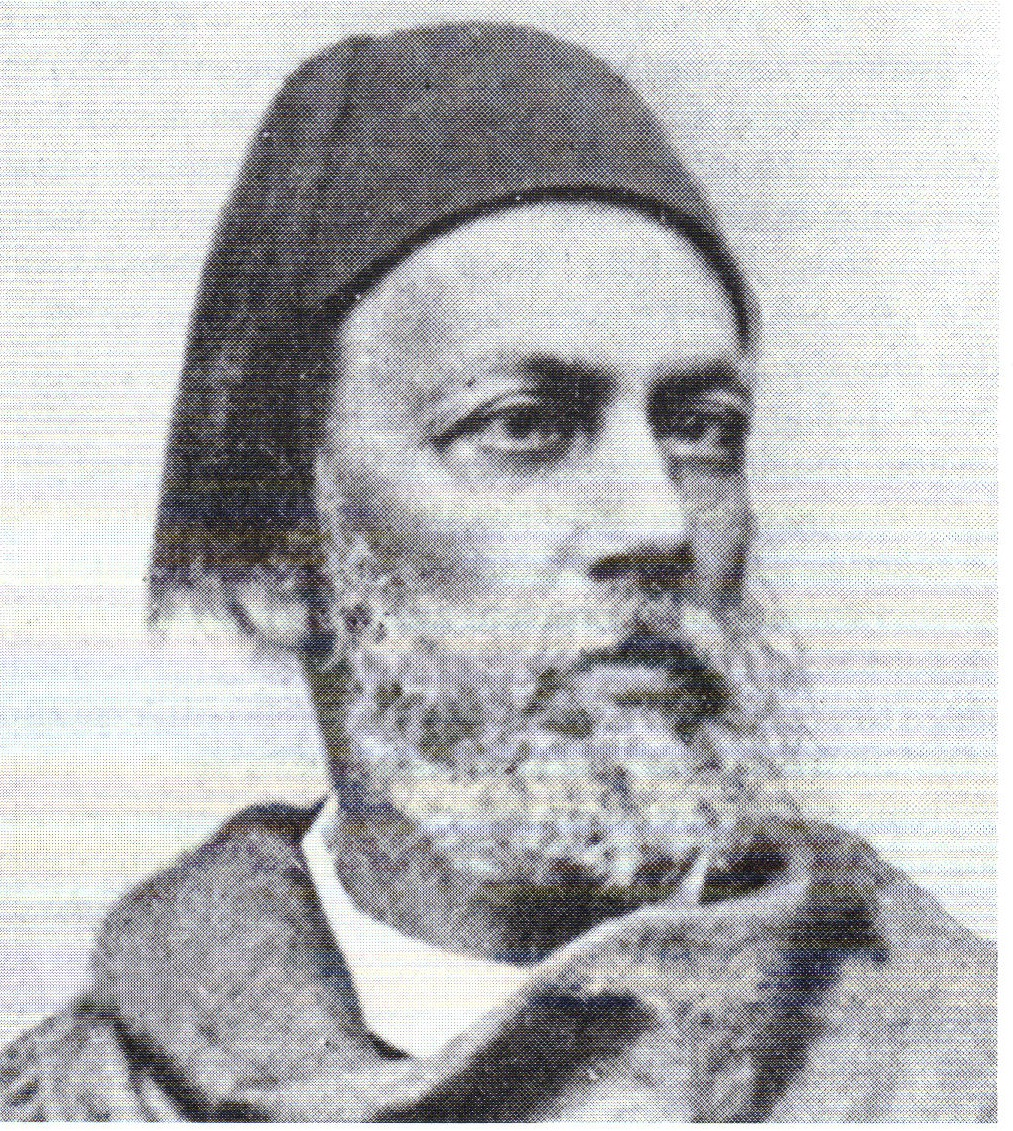
Lorent in orientalischer Tracht um 1860

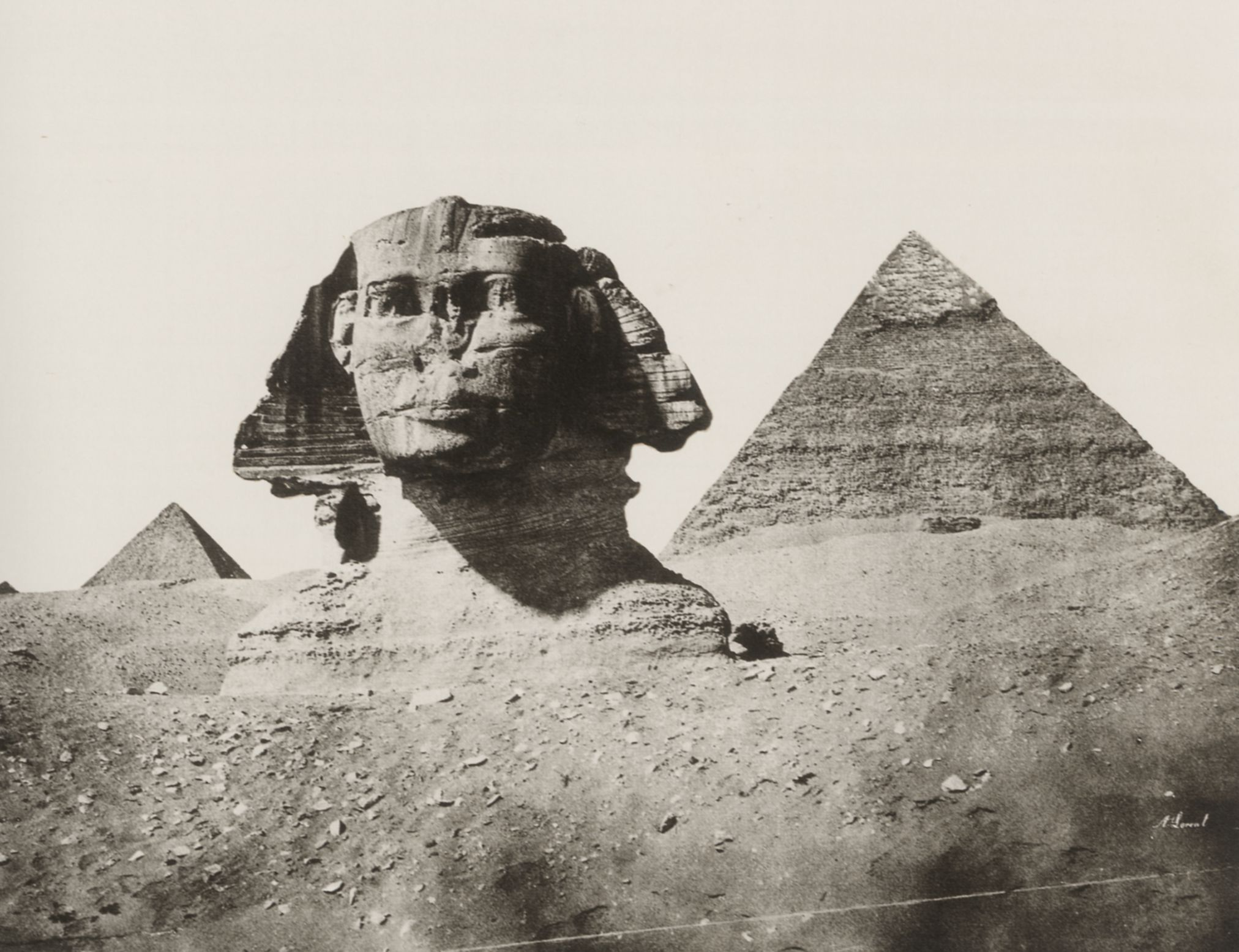
Eine seiner bekanntesten Aufnahmen: die Sphinx

Jakob August Lorent (* 12. Dezember 1813 in Charleston (South Carolina), USA; † 9. Juli 1884 in Meran, Südtirol) war ein deutsch-amerikanischer Naturwissenschaftler, Weltreisender und Pionier der Architekturfotografie.

## Leben
Lorent kam schon als Kind zu seinem wohlhabenden Pflegevater nach Mannheim. Er studierte und promovierte an der Universität Heidelberg zum Dr. phil. Als wohlhabender Privatier reiste er bereits im Jahr 1842 durch Ägypten und Kleinasien. Von 1865 bis 1869 war er in Württemberg unterwegs. Vor seiner endgültigen Niederlassung in Meran (1873) lebte Lorent in Venedig und hatte die klassischen Kulturstätten aller Orientreisenden besucht: Andalusien, Algerien, Ägypten und Nubien, Palästina, Griechenland und Sizilien.

### Fotografieren in Tirol
Mit geschultem Auge richtete er in den 1870er Jahren seine Plattenkamera auf die vielen Kulturdenkmäler des Etschtales.
Schon in den Junitagen des Jahres 1854 trug sich Lorent das erste Mal in das Besucherbuch von Schloss Tirol ein und vermerkte nicht ohne Selbstironie: Dr. und Fotograf, beide originell. Nach ausgedehnten Studienreisen und intensiven fotografischen Tätigkeiten kehrte Lorent zwei Jahrzehnte später nach Meran zurück, wo er sich – wie viele seiner Zeitgenossen – aus gesundheitlichen Gründen niederließ und bis zu seinem Tod lebte. Er richtete sich ein Fotolabor ein und unternahm mit seiner Kamera Streifzüge in und um Meran. Aus dieser Schaffensphase sind rund einhundert fotografische Motive aus ganz Südtirol überliefert. Einige der schönsten sind Ansichten von Schloss Tirol.
Unmittelbar nach ihrer zweiten Ankunft in Meran hinterließen Lorent und seine Frau Kathinka abermals ihre Unterschrift im Besucherbuch. Möglicherweise entstanden in dieser Zeit jene Bilder, die grundlegend wurden für die Art und Weise, wie sich viele seiner Fotografenkollegen in den folgenden Jahren dem Schloss Tirol näherten. An der damals noch baufälligen Burgruine musste der Fotograf, der bereits im Württembergischen Raum Schlösser und Burgen fotografiert hatte, besonderen Gefallen finden. Mit seinen präzise komponierten Aufnahmen hielt er die letzte Phase vor den ersten großen Renovierungsarbeiten von Schloss Tirol unter dem Denkmalschützer David Schönherr fest.

## Auszeichnungen
- München 1854[3]
- Medaille auf der Weltausstellung Paris 1855
- Brussel 1856
- Brussel 1861
- Goldmedaille auf der Weltausstellung London 1862
- Berlin 1865

## Ausstellungen
- Erste Allgemeine Deutsche Industrieausstellung, München 1854
- Weltausstellung Paris, 1855
- Fotoausstellungen in Brüssel und Edinburgh, 1856
- Fotoausstellung der Griechenland- und Ägyptenfotos im Mannheimer Kunstverein, 1861
- Fotoausstellungen in Paris und Brüssel, 1861
- Weltausstellung London, 1862
- Fotoausstellungen in Amsterdam und Mannheim, 1862
- Fotoausstellungen in Paris und Berlin, 1865
- Internationale Photographische Ausstellung, Wien 1881
- Der Mannheimer Kunstverein zeigte erneut 1984 Lorents großformatige, seinerzeit berühmte Aufnahmen von Mittelmeerländern und Ägypten, allerdings waren die Arbeiten der Jerusalem-Reise von 1864 aus dem Besitz der Reiss-Engelhorn-Museen bis dahin noch nie zu sehen und wurden als weltweit einzig erhaltene Abzüge mit anderen Fotos zuletzt im Mannheimer Forum Internationale Photographie vom 23. Juli bis 28. Januar 2007 in der Ausstellung „Ins Heilige Land, Pilgerstätten und Landschaften im Orient – Photographien aus dem 19. Jahrhundert“ gezeigt.
- Zu Lorents 120. Todestag im Jahr 2004 hat Florian Pichler im Kunsthaus Meran eine Ausstellung mit Lorents Motiven, besonders aus Meran und Umgebung, zusammengestellt.

## Werke (Auswahl)
- Wanderungen im Morgenlande während den Jahren 1842–1843, Verlag Loeffler, Mannheim 1845.
- Denkmale des Mittelalters in dem Königreiche Württemberg. Photographisch mit erläuterndem Texte dargestellt. 2 Bände. Hofgrefe, Mannheim 1866–1867.